# Karla Tarazona
Karla Sofía Tarazona Covarrubias (Lima, 19 de mayo de 1983) es una personalidad de televisión, presentadora y exmodelo peruana. Es conocida por haber conducido magacines y programas de radio en su país, además de sus participaciones en programas humorísticos.

## Biografía
Proveniente de una familia de clase media, estudió la carrera de Psicología sin concluirla. Comenzó su carrera como modelo tras cumplir la mayoría de edad, la cual le ha permitido concursar en el certamen de belleza Miss Perú 2003 en representación del departamento de Áncash, quedando finalmente dentro de las semifinalistas, además de obtener el título de miss Simpatía.
Más tarde, incursiona por primera vez en la televisión peruana, haciendo su debut como presentadora del programa Fuera de foco en 2004 y se suma al espacio cómico El especial del humor en el rol de actriz cómica a partir de 2006,donde se destacó por su imitación a la periodista Jessica Tapia. Seguidamente, fue parte de otro formato, Recargados de risa, entre los años 2007 y 2008, además de colaborar en las coreografías dentro del programa.
A partir de la segunda década del siglo XXI, retoma su faceta como presentadora de televisión, participando en la coconducción del magacín Hola a todos en 2012, compartiendo diferentes segmentos junto a Gian Piero Díaz, Rossana Fernández-Maldonado, Christopher Gianotti y Kurt Villavicencio, Metiche, hasta su renuncia en 2015, cuando concursaría en el programa de telerrealidad El gran show sin conseguir el éxito. Continuó con sus otros trabajos televisivos a partir de 2016 como conductora interina del programa de espectáculo Amor, amor, amor, por la cadena Latina Televisión, al lado de su exesposo, el cantante y actor Christian Domínguez. En el año 2019, fue conductora del mismo formato, Válgame, al lado de Mónica Cabrejos, Janet Barboza y Ricardo Zúñiga, el Zorro Zupe. Además, debuta como locutora de radio como presentadora del matinal Mañanas revueltas por Cumbia Mix en 2019. Y, tras su renuncia, presentó el programa nocturno La noche, por la emisora Onda Cero, al lado de Valeria Flórez durante el periodo 2020-2021.
Participó como panelista del magacín Mujeres al mando en 2022 y, más tarde, se suma al elenco principal del programa matutino D' mañana por Panamericana Televisión, desempeñándose en el rol de copresentadora al lado de Adriana Quevedo y Kurt Villavicencio, hasta su cancelación al año siguiente. En el año 2023, vuelve a trabajar con Villavicencio como conductora del magacín peruano Préndete dentro de la misma televisora, manteniéndose en la actualidad, además de la incorporación de la actriz Melissa Paredes al elenco. Estuvo en negociaciones para lanzar su programa televisivo de emprendimiento sin confirmarse más tarde.
Previo a ello, fue presentada como conductora del espacio musical-radial Power sensuales por Radio Panamericana en 2022. Inicialmente compartiendo el rol al lado del locutor Stiwart Sotomayor y posteriormente con el cantante y actor cómico Luigui Carbajal.

## Créditos

### Televisión
- Fuera de foco (2004), presentadora;
- El especial del humor (2006), actriz cómica;
- Así es la vida (2007), Fabiola Campos;
- Recargados de risa (2007-2008), actriz cómica;
- Hola a todos (2012-2015), copresentadora;
- El gran show (2016), participante;
- Amor, amor, amor (2016), presentadora interina;
- El valor de la verdad (2017), participante invitada;[16]
- Estás en todas (2018), entrevistada de la secuencia «Chocahuarique»;
- Válgame (2019), presentadora;
- Mujeres al mando (2021-2022), panelista;
- D' mañana (2022-2023), copresentadora;
- Préndete (desde 2023), presentadora.

### Radio
| Año        | Título            | Rol      | Radio              |
| ---------- | ----------------- | -------- | ------------------ |
| 2019       | Mañanas revueltas | Locutora | Radio Cumbia Mix   |
| 2020-2021  | La noche          | Locutora | Radio Onda Cero    |
| desde 2022 | Power sensuales   | Locutora | Radio Panamericana |